# 卡罗尔重排反应
卡罗尔重排反应（英語：Carroll rearrangement），又称卡罗尔-克莱森重排反应，指β-酮酸烯丙酯发生克莱森重排反应产生α-烯丙基-β-酮酸，再经脱羧，得到γ,δ-不饱和酮。

## 反应机理
反应最初是用碱催化，采用一锅反应，即酯交换（制取β-酮酯）-卡罗尔重排串联进行，需要苛刻条件（乙酸钠，170－240℃）。其机理为烯醇发生的克莱森重排然后脱羧（下图A途径）。现多采用分步方法进行，主要改进包括双负离子法（用二异丙基氨基锂生成双负离子，然后在室温或回流下重排，由此得到的酮酸较易分离）以及负载在氯化铝上无溶剂条件下的反应。
1980年辻二郎对此反应作了改进，他用钯(0)作催化剂，经过生成中间体烯丙基正离子／羧酸根负离子有机金属配合物，然后脱羧和烯丙基化，实现了温和条件下的卡罗尔重排（下图B途径）。
下面用四(三苯基膦)钯(0)催化的实验证实了脱羧一步是在烯丙化前发生。

## 不对称脱羧烯丙化反应
使用手性配体的不对称卡罗尔重排也有发展。首个不对称重排由 Burger 等在 2004 年报道，是以三(二亚苄基丙酮)二钯(0)和Trost配体催化：
桑野良一等报道了萘酚存在下的卡罗尔重排，反应ee可达88%，但缺点是底物必须要含乙酰氨基基团。
又如如下对映归一性合成：
不对称卡罗尔重排也可拓展至烯醇的碳酸酯发生的α-烯丙基化。